# 水蒸気爆発

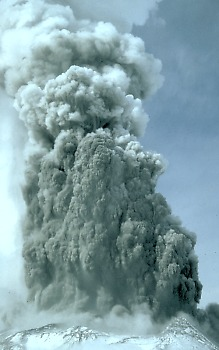
水蒸気爆発による噴火

水蒸気爆発（すいじょうきばくはつ、英語: phreatic explosion）とは、水が非常に温度の高い物質と接触することにより気化されて発生する爆発現象のこと。

## 概要
現象としては熱したフライパンに水滴をたらした場合に激しく弾け飛ぶのと同じことである。水は熱せられて水蒸気となった場合に体積が約1700倍にもなるため、多量の水と高温の熱源が接触した場合、水の瞬間的な蒸発による体積の増大が起こり、それが爆発となる。

## 分類

火山における水蒸気噴火の模式図。帯水層にマグマが貫入することによる水蒸気噴火。

界面接触型 (contact-surface steam explosivity) と全体反応型 (bulk interaction steam explosivity) の2種類に大別される。
界面接触型
水の中に金属溶融体のような熱い細粒物質が落ちると、その周囲に薄い水蒸気の膜が形成される。この状態を「粗混合」と呼び、この薄膜はしばらく安定に存在するが、何らかの原因により不安定化し、衝撃波とともに破壊される。この破壊現象を界面接触型の水蒸気爆発と呼ぶ。原子炉で炉心溶融が発生したときに冷却水の中に高温物質が落下すると、このタイプの水蒸気爆発が発生する可能性がある。
全体反応型

密閉空間内の水が熱により急激に気化・膨張することにより、密閉していた物質が一気に破砕されて起きるタイプの水蒸気爆発。例えば、地殻内のような密閉した空間に帯水層があった場合、そこへマグマが貫入することによって大量の水蒸気が急激に発生すると、このタイプの水蒸気爆発が起こる。その際にマグマも一緒に放出された場合、特にマグマ水蒸気爆発（en:Phreatomagmatic eruption）といい、コックス・テール・ジェット（鶏の尾のような形の鋭角で直線的な煙）と呼ばれる特徴的な噴煙形態が現れる。なお、水蒸気爆発はあまり爆発的でない火山灰を噴出する程度の噴火も含まれるため、日本では水蒸気噴火と呼称することが一部の火山学者から提案されている。

## 例

海底火山の噴火による水蒸気爆発の模式図。高温のマグマが海水と接触して大量の水蒸気が発生し、大爆発を引き起こす。その際の噴煙は特徴的な形から「鶏の尾羽」と表現される： 1 水蒸気の雲; 2 火山灰 (Cupressoid ash) ; 3 クレーター; 4 水; 5 溶岩と火山灰の層; 6 地層; 7 火道管; 8 マグマ溜り; 9 岩脈

火山
日本での有名な水蒸気爆発は、1888年の会津磐梯山の噴火や1973年の西之島新島の噴火である。前者では、磐梯山の山体内部で水蒸気爆発が起こり、山体崩壊とともに岩屑なだれが発生、477人の死者を出すとともに、長瀬川とその支流がせき止められ、桧原湖、小野川湖、秋元湖、五色沼をはじめ、大小さまざまな湖沼が形成された。後者では海底火山が成長し水圧の影響が少ない海面近い位置に至ることで、高温のマグマと海水が反応することで膨大な水蒸気が発生し水蒸気爆発を引き起こした。大量の水蒸気を含んだ噴煙はその形から「鶏の尾羽」に例えられる。

原子炉の炉心溶融
多くの原子炉で燃料被覆管に用いられているジルカロイは1,400℃で溶融を始め、その溶融体が冷却水中に落下すると水蒸気爆発を起こす。
さらに、ジルコニウムは水と900℃以上で激しく反応し水素を発生する。発生した水素と大気中の酸素が反応すると水素爆発へつながる。
硫酸に水
硫酸に水をかけると、莫大な溶解熱により水が飛び跳ね、飛沫を浴びる危険がある。安全に混合するには、水に硫酸を徐々に入れ、常に水温を監視しなくてはならない。
調理
油が点火した際に、火を消そうと水をかけると、水蒸気爆発で油が飛散する。そのため、火傷を負ったり火災が拡大したりする危険がある。